# Åkernejlika
Åkernejlika (Vaccaria hispanica) är en ettårig medelstor ört med rosa blommor som blommar från juni till juli. Den förekommer bland annat i södra Sverige, men härstammar ursprungligen från Medelhavsområdet.